# ديغ رو
ديغ رو (بالفارسية: دیگ رو) هي قرية تقع في منطقة بولان في إيران. يقدر عدد سكانها بـ 118 نسمة بحسب إحصاء 2016.